# داي غريني
داي غريني (بالإنجليزية: Dai Greene) هو منافس ألعاب قوى بريطاني، ولد في 11 أبريل 1986 في لنلي ‏ في المملكة المتحدة.

## وصلات خارجية
- داي غريني على موقع الاتحاد الدولي لألعاب القوى (الإنجليزية)
- داي غريني على موقع الدوري الماسي (الإنجليزية)
- داي غريني على موقع اللجنة الأولمبية الدولية (الإنجليزية)
- داي غريني على موقع أوليمبيديا (الإنجليزية)
- داي غريني على موقع اللجنة الأولمبية البريطانية (الإنجليزية)
- داي غريني على موقع اتحاد ألعاب الكومنولث (مؤرشف) (الإنجليزية)